# Октябрьский (Бурятия)
Октя́брьский — посёлок в Кяхтинском районе Бурятии. Административный центр сельского поселения «Большекударинское».

## География
Расположен в 60 км к юго-востоку от Кяхты, на правобережье реки Кудары, в 3,5 км к востоку от места её впадения в Чикой. Ближайшие населённые пункты — Большая Кудара, Холой.

## Население
| 2002 | 2010 |
| ---- | ---- |
| 382  | ↘345 |

## Инфраструктура
Врачебная амбулатория, библиотека, Дом Культуры.